# Sweet Melody
Sweet Melody là album thứ hai của Phùng Hy Dư, phát hành ngày 10 tháng 6 năm 2010.

## Danh sách bài hát
Tất cả nhạc phẩm được soạn bởi Chan Kwong-wing, ngoại trừ được chú thích.
| STT              | Nhan đề                                    | Phổ lời                | Thời lượng |
| ---------------- | ------------------------------------------ | ---------------------- | ---------- |
| 1.               | "Prelude"                                  |                        | 0:24       |
| 2.               | "如果…陽光" (sáng tác bởi Mahmood Rumjahn) | Wilson Yip             | 2:55       |
| 3.               | "Just Be Yourself"                         | Anders Lee             | 0:56       |
| 4.               | "Joyful Day"                               | Anders Lee             | 0:40       |
| 5.               | "細細個"                                   | Fiona Fung             | 3:39       |
| 6.               | "Childhood"                                |                        | 1:36       |
| 7.               | "遠視"                                     | Albert Leung           | 3:30       |
| 8.               | "Happy Time"                               |                        | 1:32       |
| 9.               | "我在夢中見過你"                           |                        | 1:27       |
| 10.              | "U Are My Everything"                      | Fiona Fung, Anders Lee | 3:05       |
| 11.              | "幸せ笑顔"                                 | Canis Wong             | 0:35       |
| 12.              | "Little Johnny"                            | Anders Lee             | 1:02       |
| 13.              | "愛情機器"                                 | Fiona Fung             | 3:30       |
| 14.              | "逃不掉" (答謝信 Demo)                     | Fiona Fung             | 3:05       |
| 15.              | "世界的…我的"                              | Ye Meng                | 0:48       |
| 16.              | "天生不對" (我決定走了 Demo)               | Fiona Fung             | 3:27       |
| 17.              | "我們的隊友" (Make a Wish Demo)            | Fiona Fung             | 2:57       |
| 18.              | "Regret" (幾多 Demo)                       |                        | 3:44       |
| 19.              | "U Are My Everything"                      | Anders Lee             | 0:39       |
| 20.              | "Athena"                                   |                        | 0:49       |
| Tổng thời lượng: | Tổng thời lượng:                           | Tổng thời lượng:       | 40:20      |